# وكالة الفضاء الإيرانية
وكالة الفضاء الإيرانية (بالفارسية: سازمان فضایی ایران) وتختصر (ISA) وهي الوكالة الحكومية التابعة لإيران.
ورئيس الوكالة هو واحد من مفوضي وزارة الاتصال وتقنية المعلومات. أنشئت الوكالة لإدارة الأبحاث في مجالات الفضاء والتقنية، وهذه المجالات تتضمن الاستشعار عن لابعد والتطوير الوطني في قطاعات شبكات الاتصالات وتقنيات الفضاء العالمية. الوكالة تنفذ طلبات المؤتمر الفضائي الإيراني، الذي أنشئ للاستخدام السلمي لتقنيات الفضاء وعلوم ما خارج الفضاء الجوي ليطوروا الثقافات، الفضائية ولتحسين دخل البلاد. ورئيس المؤتمر هو رئيس الجمهورية الإسلامية الإيرانية.

## أداة إطلاق القمر الصناعي
أنشئت الوكالة أداة الإطلاق للقمر القمر الصناعي وهو من عائلة شهاب وهو شبيه بمراحل إطلاق صاروخ كوريا الشمالية تيبودونج 2 وسمي سافر (صاروخ) طوله 22متراً، مع سوائل TM-185/AK-27I المخصص لبعض مراحل الإطلاق، غرفة إطلاق واحدة في المرحلة الأولى وغرفتان في المرحلة الثانية، يبلغ وزن الصاروخ 26 طناً.

## الأقمار الصناعية
أول قمر صناعي أطلق في إيران هو قمر سينا 1، والذي أطلق على يد الروس 28 أكتوبر 2005 على متن المركبة كوسمو 3، وذلك يجعل إيران الدولة 43 التي تطلق أقمارها، وتأمل إيران أن تكون إحدى الدول الأولى في إطلاق الصواريخ.
بعد شهر من الإطلاق المداري الأول، أعلن الرئيس الإيراني محمود أحمدي نجاد في تقرير صحفي بتاريخ 25 سبتمبر 2008، أن إيران ستطلق قريبا قمراً صناعياً. وقال أحمدي نجاد أن القمر الصناعي سيكون ذو 16 محركاً ويزن نحو 700 كيلوجرام ويتخد مدارا على ارتفاع 695 كيلومتر حول الأرض. وفي 2 فبراير 2009 أعلنت إيران نجاح عملية إطلاق أول قمر إيراني الصنع انظر أميد ..وفي 28 يناير 2024 وللمرة الأولى نجحت إيران في إطلاق ثلاث أقمار صناعية بشكل متزامن.

## مراكز الفضاء
المركز الرئيسي للإطلاق التابع للوكالة هو في منطقة شاهرود، تحديداً في 36°25′0″N 55°01′0″E / 36.41667°N 55.01667°E.
قم، تحديداً 34°39′0″N 50°54′0″E / 34.65000°N 50.90000°E، وهو مركز إطلاق أخر.
كشفت إيران في 4 فبراير، 2008، أول محطة إطلاق للأقمار صناعية لها. وتحتوي على قيادة تحت أرضية ومركز تحكم، محطة تتبع ولوحة إطلاق والمزيد من الخصائص الأخرى.

## مواضيع ذات صلة
- نور-1 (قمر اصطناعي)
- نور-2 (قمر اصطناعي)
- نور-3 (قمر اصطناعي)
- وكالة الفضاء الإيرانية
- سفير 2
- نويد (قمر صناعي)
- كاوشكر (عائلة صواريخ)
- محرك آرش الفضائي
- برنامج الصواريخ الإيرانية
- الطائرات الايرانية بدون طيار
- ناهيد 1 (قمر اصطناعي)
- قاصد 1
- رصد-1 (قمر اصطناعي)
- سيمرغ (صاروخ)
- محرك سلمان الفضائي
- ذو الجناح (صاروخ فضائي)
- كاوشكر (عائلة صواريخ)
- محرك آرش الفضائي
- قاعدة الإمام الخميني الفضائية
- كبسولة بيشكام
- سينا 1
- مركز شاهرود الفضائي
- قائم 100
- فجر (قمر صناعي)
- أميد (قمر اصطناعي)
- القوة الجوفضائية لحرس الثورة الإسلامية